# Pagurus insulae
Pagurus insulae is een tienpotigensoort uit de familie van de Paguridae. De wetenschappelijke naam van de soort is voor het eerst geldig gepubliceerd in 1991 door Asakura.